# Atlético Grau
Club Atlético Grau – peruwiański klub piłkarski z siedzibą w mieście Piura, stolicy regionu Piura.

## Osiągnięcia
- Copa Perú: 1972
- Finał Copa Perú: 1982, 2002
- Mistrz dystryktu Piura (10): 1960, 1962, 1963, 1971, 1979, 1980, 1984, 1997, 2000, 2007

## Historia
Klub założony został 5 czerwca 1919 roku i gra obecnie w lidze regionalnej. Swoje mecze domowe klub rozgrywa na oddanym 7 lipca 1958 roku do użytku stadionie Estadio Miguel Grau.